# Katrine Abel
Katrine Louise Abel (født. 28. juni 1990) er en dansk fodboldspiller, der spillede målvogter for Brøndby IF i Elitedivisionen og Danmarks kvindefodboldlandshold.

## Meritter

### Klub
Brøndby IF
Elitedivisionen
- Guld: 2018-19
- Guld: 2016-17
- Guld: 2014-15
- Sølv: 2017-18
- Sølv: 2015-16

Sydbank Kvindepokalen 
- Guld: 2018
- Guld: 2017
- Guld: 2015
- Sølv: 2019
- Sølv: 2016